# Station Saillat - Chassenon
Station Saillat - Chassenon is een spoorwegstation in de Franse gemeente Saillat-sur-Vienne.